# Micpe Gilboa
Micpe Gilboa (hebrejsky: מצפה גלבוע) je hora o nadmořské výšce 500 metrů v severním Izraeli, v pohoří Gilboa.
Leží v střední části pohoří Gilboa, cca 8 kilometrů jihozápadně od města Bejt Še'an a 3 kilometry severně od vesnice Mejrav. Má podobu výrazného návrší s převážně odlesněnou vrcholovou partií. Hned pod vrcholem leží vesnice Ma'ale Gilboa a enklávy zemědělsky využívaných pozemků. Na severní straně je rozsáhlý lesní komplex. Východním směrem terén prudce klesá, vesměs po odlesněných svazích, do zemědělsky využívaného Bejtše'anského údolí, kam odtud klesají také vádí Nachal Cvija a Nachal Jicpor. Po vrcholové části hory vede lokální silnice 667, přičemž toto je její nejvýše položený úsek. Kopec je turisticky využíván zejména díky kruhovému výhledu na okolní krajinu. Na jih odtud stojí sousední vrchol Har Avinadav, na severní straně je to vrch Har Jicpor. Po západních svazích hory vede izraelská bezpečnostní bariéra, která od počátku 21. století odděluje přilehlý Západní břeh Jordánu, kde v těsné blízkosti leží palestinská vesnice Faqqua.